# 1729
Năm 1729 (số La Mã: MDCCXXIX) là một năm thường bắt đầu vào thứ bảy trong lịch Gregory (hoặc một năm thường bắt đầu vào thứ Tư trong lịch Julius chậm hơn 11 ngày).